# Amt Rosenberg
Amt Rosenberg, nella gerarchia nazista, è l'espressione con cui si designò la carica di DBFU, dal tedesco Beauftragter des Führers für die Überwachung der gesamten geistigen und weltanschaulichen Schulung und Erziehung der Partei und gleichgeschalteten Verbände (in italiano "Plenipotenziario del Führer per la Agenzia della Supervisione di tutti gli intellettuali e per l'insegnamento ideologico nel partito nazista NSDAP"). Tale carica venne poi strutturata in un ente ministeriale e preposta al controllo dello sviluppo e della diffusione della cultura tedesca.

## Nascita ed evoluzione
Il 24 gennaio 1934 Hitler nominava Alfred Rosenberg DBFU su indicazione di Robert Ley. Le attività del DBFU si concentrarono sia sul NSDAP, come previsto da Hitler, sia in uno stretto controllo della Kraft durch Freude. Rosenberg ambiva ad avere una posizione solida e di potere all'interno dell'apparato culturale nazista e quindi dedicò ogni sforzo al controllo di tutto quanto riguardasse la politica scolastica, l'educazione, gli affari religiosi.
La carica venne ufficializzata il 1º febbraio 1934. Già dal 6 giugno 1934 una circolare invitava a chiamare la carica e la struttura correlati col nome di Amt Rosenberg.

## La struttura
Rosenberg aveva una visione estremamente burocratica della propria attività e decise quindi di dare una forte struttura gerarchica al proprio compito. Nel 1939 l'organizzazione del DBFU aveva i seguenti uffici che ne rappresentano la struttura pressoché definitiva:
- Stabsleiter (Stato Maggiore del DBFU)
- Zentralamt
- Amt Schulung, rinominato nel 1938 Amt Lehrplanung e nel 1942 Hauptamt Schulung und Erziehung, che si occupava dei piani educativi
- Amt Weltanschauliche Information, fino al 1937 Archiv für kirchenpolitische Fragen e successivamente, nel 1940 Hauptamt Überstaatliche Mächte, che si occupava di informazioni ideologiche, legate alla religione e alle forze superiori allo Stato
- Amt Schrifttumspflege, che si occupava della cura e sviluppo letterari
- Amt Wissenschaft, che si occupava di scienza e che nel 1943 accorpò Amt Vorgeschichte
- Amt Vorgeschichte, prima Abteilung für Vor- und Frühgeschichte, reso Hauptstelle nel 1937 e Amt nel 1940, che si occupava di preistoria
- Amt Kunstpflege, che si occupava della cura e sviluppo delle opere d'arte e che controllava Archivio Cultural-politico
- Amt Juden- und Freimaurerfragen, che si occupava degli affari inerenti agli ebrei e i massoni, accorpato nel 1942 al Hauptamt Überstaatliche Mächte
- Amt Sonderaufgaben (Incarichi speciali)

Ogni Amt era suddiviso in uno o più Hauptstelle, quindi in sotto sezioni che si occupavano di un argomento specifico. Per esempio, nell'Amt Kunstpflege c'era l'Hauptstelle Musik e l'Hauptstelle Bildende Kunst, che si occupavano di musica e di pittura.
Dopo l'invasione dei Paesi Bassi, del Belgio e della Francia, il 17 luglio 1940 Alfred Rosenberg creava l'Einsatzstab Reichsleiter Rosenberg suddivisa in vari Sonderstäbe.

## Principali Istituti del DBFU
Per arrivare ai propri fini di sviluppo e controllo culturali, il DBFU si era dotato di una serie di istituzioni controllate in cui svolgere i principali studi dei singoli Amt. Fra i principali vale la pena ricordare:
- Hochschule für Musik, scuola superiore di musica, a Lipsia, inaugurata nell'aprile 1943
- Institut für Übersee und Kolonialforschung, istituto per lo sviluppo coloniale e dei territori d'oltremare, ad Amburgo e diretto dal prof. Gustav Adolf Rein
- Institut für die Erforschung des germanischen Raums, istituto per lo studio dell'area germanica, a Kiel
- Institut für Religionswissenschaft, istituto per lo studio della religione, a Halle e diretto dal dr. Brachmann
- Institut für Biologie und Rasselehre, istituto per lo studio dell'eredità della razza e della biologia, a Stoccarda
- Institut zur Erforschung der Judenfrage, istituto per lo studio delle questioni ebraiche, a Francoforte sul Meno
- Institut für Indogermanische Geistesgeschichte, istituto per lo studio della storia spirituale indo-germanica, a Monaco;
- Institut für deutsche Volkskunde, istituto per lo studio del folklore tedesco, a Münster e Graz;
- Institut für Ostforschung, istituto per lo studio delle ricerche orientali, a Praga;
- Institut für Keltenforschung, istituto per lo studio sulle ricerche celtiche, a Rõmhild;
- Institut zur Erforschung von Germanismus und Gallikanismus, istituto per lo studio del germanismo e del gallismo, a Strasburgo.

## Principali riviste
Le riviste edite dovevano rispettare certe linee guida decise da Rosenberg. Tali linee guida sono contenute nell'opera Idee und Tat (Idea e fatto) pubblicato proprio dalla DBFU nel 1943.
Le principali riviste ufficiali edite dal DBFU saranno le seguenti:
- Die Bücherkunde, della Amt Schrifttumpflege
- Die Musik, della Amt Kunstpflege
- Germanenerbe, della Amt Vorgeschichte